# Jeurre
Jeurre là một xã trong vùng hành chính Franche-Comté, thuộc tỉnh Jura, quận Saint-Claude, tổng Moirans-en-Montagne. Tọa độ địa lý của xã là 46° 22' vĩ độ bắc, 05° 42' kinh độ đông. Jeurre nằm trên độ cao trung bình là 320 mét trên mực nước biển, có điểm thấp nhất là 315 mét và điểm cao nhất là 696 mét. Xã có diện tích 6.99 km², dân số vào thời điểm 2006 là 257 người; mật độ dân số là 37 người/km².

## Thông tin nhân khẩu
| 1962 | 1968 | 1975 | 1982 | 1990 | 1999 |
| ---- | ---- | ---- | ---- | ---- | ---- |
| 116  | 142  | 127  | 153  | 220  | 253  |

## Địa điểm tham quan
Nhà thờ của Jeurre được xây mới trong thế kỉ thứ 18.